# Urgenza psichiatrica

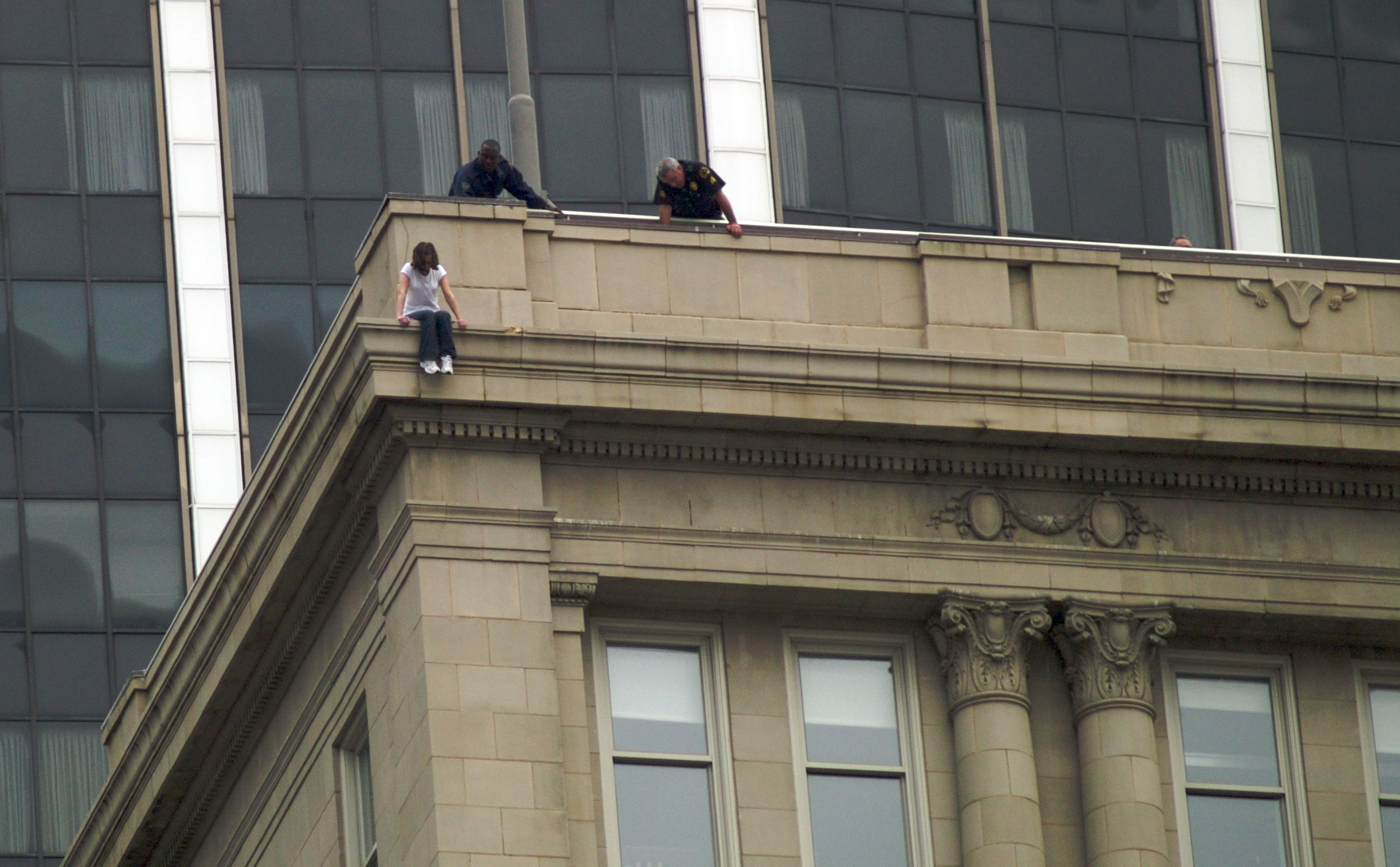
Il comportamento suicidario è l'urgenza psichiatrica più comune e, come tale, richiede un'attenzione immediata.

L'urgenza psichiatrica è un'alterazione del pensiero, del comportamento o dello stato d'animo che provoca un disagio invalidante al paziente o che mette in pericolo la sua sicurezza o quella degli altri e, come tale, richiede un intervento immediato. Nella maggior parte dei casi, queste emergenze sono il risultato di una malattia mentale e, in minor misura, possono essere una reazione allo stress acuto o il risultato di una malattia fisica sottostante.
Il trattamento immediato in questi casi, che può essere a medio o a lungo termine, consiste nella gestione dei sintomi acuti, come fornire sicurezza e orientamento al paziente, utilizzare psicofarmaci ad azione rapida per migliorare le sue condizioni, e prevenire eventuali comportamenti dannosi.
L'arrivo del paziente con urgenze di questo tipo ai servizi di emergenza può essere volontario (in quanto arriva con mezzi propri o accompagnato da un familiare) o involontario (quando la polizia o i servizi di emergenza sono chiamati per soccorrerlo in uno stato di alterazione mentale).

## Definizione
Secondo quanto stabilito dall'American Psychiatric Association (APA), un'urgenza psichiatrica è "un'alterazione acuta del pensiero, dell'umore, del comportamento o delle relazioni sociali che richiede un intervento immediato come definito dal paziente, dalla famiglia o dalla comunità". Inoltre, l'APA indica che questa situazione copre un "gruppo di circostanze" in cui il comportamento di una persona ha il potenziale di produrre un "risultato catastrofico" e le risorse per affrontare la situazione non sono disponibili nel luogo e nel momento in cui si verifica. In questo senso, Slaby (1989) la considera una situazione clinica in cui l'individuo rappresenta un pericolo per se stesso e per gli altri, ad esempio nei casi di psicosi.
Oltretutto, Santacruz Oleas (2008) aggiunge che un'urgenza psichiatrica può essere scatenata da un "evento esterno imprevisto e grave" che supera la capacità di risposta precedentemente normale del soggetto o, nel caso in cui abbia capacità limitate – età, stato di salute, ecc. – il fatto esterno o interno rappresenta una situazione "che non può essere gestita efficacemente". Essendo un'urgenza medica, richiede un'attenzione immediata per evitare conseguenze permanenti o per "salvare il paziente dal pericolo di morte". Nel caso specifico dei bambini e degli adolescenti, si tratta di "un processo che genera una tensione emotiva sufficiente per far sì che il bambino, l'adolescente o la famiglia considerino difficile il controllo della situazione".

## Tipologie
Ci sono due tipi di urgenze mediche: irrequietezza acuta con agitazione psicomotoria e comportamento autodistruttivo o suicida. Nel caso del paziente agitato, è necessario accompagnarlo in un'area priva di potenziali armi e con vie d'uscita sgombre. Newman (2010) stabilisce che la presenza di altre persone a modo di "dimostrazione di forza" può persuadere il paziente a non diventare combattivo. Inoltre, è anche necessario differenziare il tipo di agitazione, ovvero se si tratta di una "patologia organica di base o una patologia eminentemente psicologica". La gestione dei pazienti in queste condizioni, che inizia con interventi verbali, è incentrata sulla prevenzione di autolesioni o di lesioni ad altri. Per quanto riguarda il paziente suicida, è necessario valutare il rischio di suicidio poiché questi sono i comportamenti più comuni in questo tipo di urgenze.
B. Sadock, V. Sadock e Ruiz (2015) segnalano che la presenza di casi di suicidio in famiglia o di tentativi da parte del soggetto simili sono fattori che aumentano il rischio di suicidio. Il pericolo di un comportamento suicida imminente è sufficiente per valutare l'ospedalizzazione del paziente. In caso contrario, con ideazione suicidaria passiva e un adeguato sostegno familiare, il medico può decidere di dimettere il paziente e mantenere un follow-up del caso. Benito Fernández (2010) sostiene che le emergenze psichiatriche pediatriche sono rare. Sadock, Sadock e Ruiz (2015) concordano nel precisare che sono pochi i bambini che cercano aiuto da soli, in quanto, nella maggior parte dei casi, sono le persone che li circondano, come i genitori, i familiari o gli insegnanti, a effettuare le valutazioni iniziali. Il bambino in questo stato può mostrarsi "aggressivo o apatico e disconnesso dagli altri, o passare da uno stato all'altro in un istante".

## Trattamento
Il trattamento immediato delle emergenze psichiatriche si concentra sui sintomi acuti al fine di migliorare le condizioni del paziente e evitare che il suo comportamento danneggi se stesso o gli altri. Secondo Newman (2010), la perdita di giudizio di molti di questi individui può far sì che siano "persone della comunità, come amici, familiari, poliziotti o passanti" a portare il paziente in pronto soccorso. Spesso sono anche queste persone a fornire le informazioni più utili sul paziente. D'altra parte, Sadock, Sadock e Ruiz (2015) indicano che gli elementi più importanti della valutazione in servizio di emergenza sono l'esame dello stato mentale, la storia clinica e, a seconda dei casi, gli esami fisici e ausiliari. Se l'emergenza psichiatrica coinvolge anche una lesione fisica, deve essere curata "il più presto possibile"; tagli, avvelenamento, disidratazione e disturbi della funzione respiratoria o circolatoria sono i più importanti. Inoltre, il paziente deve essere costantemente monitorato. Le tecniche di immobilizzazione fisica vengono utilizzate nei pazienti che rappresentano un pericolo per sé stessi e per gli altri e che non possono essere controllati in altro modo.
In questo senso, una caratteristica dell'assistenza alle emergenze psichiatriche è una maggiore esposizione a aggressioni fisiche. Secondo Escobar, González e Schürch (2000), citando Tardiff, circa il 40% dei psichiatri ha affermato di essere stato aggredito da pazienti in una o più occasioni. Il trattamento dei pazienti agitati può comportare la sedazione, sebbene anche l'intervento verbale per tranquillizzare il paziente – parlando in modo amichevole e in tono regolare e conversazionale – possa essere utile. Il trattamento farmacologico è indicato nei casi di violenza o aggressività, attacchi di panico "gravi" e sintomi extrapiramidali, come distonia e acatisia. I pazienti paranoici o in eccitazione catatonica devono essere tranquillizzati con aloperidolo, carbamazepina, litio o amobarbital e paraldeide per i pazienti allergici alle benzodiazepine o agli antipsicotici. I pazienti violenti rispondono meglio alla sedazione con diazepam o lorazepam. Quest'ultimo farmaco è indicato anche per la tranquillizzazione dei pazienti suicidi. Questo tipo di pazienti richiede anche sorveglianza medica per diversi giorni. Inoltre, durante l'intervista iniziale, devono essere poste domande dirette come "Vuoi morire?" o "Ti senti così male da poterti far del male?".

## Epidemiologia
B. Sadock, V. Sadock e Ruiz (2015) indicano che sia uomini che donne si rivolgono al servizio di emergenza psichiatrica, dei quali il 20% di loro sono suicidi e il 10% sono pazienti violenti. Inoltre, i disturbi dell'umore sono le diagnosi più frequenti. La maggior parte delle visite si verifica durante la notte e, al contrario di quanto si possa comunemente pensare, non aumentano durante i giorni di luna piena o nella stagione natalizia. D'altra parte, Cruz M. et al. (2007) indicano che le visite psichiatriche rappresentano tra l'1 e il 6% del totale delle cure, e che i disturbi nevrotici, dell'umore e l'abuso di sostanze siano le diagnosi più comuni. Hanno anche riferito che nei servizi di emergenza "che hanno misurato i tentativi di suicidio, questi [tentativi] oscillano tra il 4 e il 7% delle emergenze".
In questo senso, i comportamenti autodistruttivi e il suicidio rappresentano oltre il 15% delle emergenze psichiatriche. Testa et al. (2013) stabiliscono anche che i problemi psichiatrici sono la causa di circa il cinque per cento del totale delle visite al pronto soccorso. Inoltre, il 10% delle persone in pronto soccorso è agitato e 1,7 milioni di visite all'area coinvolgono pazienti agitati. Per quanto riguarda l'ideazione suicidaria, ha un'incidenza annuale del 5,6% nel servizio di pronto soccorso e una prevalenza stimata del 13,5% nella popolazione generale.